# Amanda Jenssen
Jenny Amanda Katarina Jenssen (Lund, 12 de septiembre de 1988) es una cantante sueca.

## Biografía
Amanda nació y se crio en Lund, una pequeña ciudad del sur de Suecia.
La música formó parte de la vida de su vida desde que era una niña. Actuaba en solitario con sus propias canciones y, además, formó parte de dos grupos, uno de rock llamado Oh Hollie Neverdays y otro llamado Amanda & The Papas.
Se hizo popular al ser, en el año 2007, la segunda finalista de la versión sueca de la franquicia Idol. Poco después de finalizar el concurso le ofrecieron un contrato de grabación con Sony BMG.

### Killing My Darlings
Amanda lanzó su álbum debut en mayo de 2008 en Suecia. Fue escrito casi en su totalidad por ella misma. 
El primer disco de este álbum, Do You Love Me, tuvo un gran éxito en las listas suecas, llegando a alcanzar el número 1 y obteniendo el disco de oro.
Poco después sacó como singles Amarula Tree y For the sun, ambos tuvieron un gran éxito
Killing My Darlings ha vendido hasta la fecha más de 50.000 copias en Suecia, lo que le hace poseedor de un disco de platino.

## Discografía

### Álbumes de estudio
- Killing My Darlings (2008)
- Happyland (2010)
- Hymns for the Haunted (2012)

### Sencillos
- Do You Love Me (2008)
- Amarula Tree (2008)
- For the Sun (2008)

En 2010 participó en la canción "Bourgeois shangri-la" de "Miss li" que fue utilizada en el comercial de iPod nano.